# متة مغلية

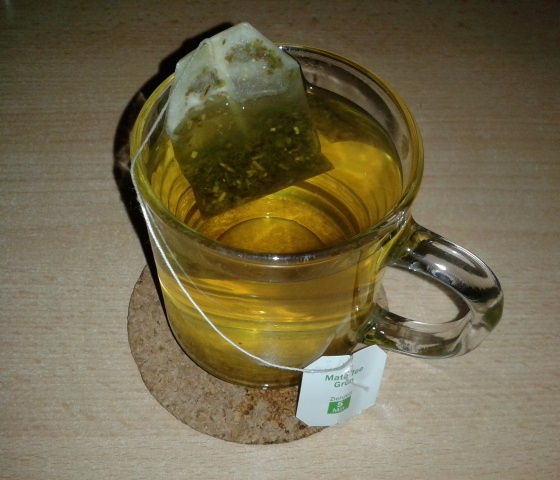
متة مغلية

المتة المغلية أو المطبوخة أو ماتي كوسيدو (باللغة البرتغالية تشا ميت) هو شكل نموذجي لفن عمل المتة في بلدان المخروط الجنوبي لأمريكا؛ باراجواي وأوروغواي والأرجنتين والبرازيل وشيلي بالإضافة إلى بوليفيا. يتم الحصول على المادة المغلية بواسطة البهيشة البراغوانية الذائبة في الماء الساخن (بطرق طهي مختلفة)، والنتيجة هي سائل عطري بلون أخضر شفاف، وذوق مرير معتدل يمكن أن يختلف لونه إلى حد ما بدرجة أكبر حسب اللون وتركيز المادة المذابة في الماء. من المعتاد تقديمه ساخنًا في فنجان وإبريق، ويمكن تحليته بالسكر أو بديل السكر وإضافته الحليب أو لا. نظرًا لقيمته الغذائية والتنشيطية، ولتوفير الشعور بالشبع، فإنه عادة ما يكون على موائد الإفطار أو الوجبات الخفيفة، مصحوبة بأطعمة مثل الخبز أو منتجات الحلويات الأخرى.
بعض الماطق الإقليمية: في البرازيل يطلق عليها اسم تشاي متة، حيث تعني كلمة «Chá» «الشاي» باللغة البرتغالية. في باراجواي، تُعرف ببساطة باسم المغلية، وتسمى عادة «السوداء المغلية» وهي المتة المغلية النقية بدون حليب. في منطقة كويو الأرجنتينية، والتي تضم مقاطعات ميندوزا وسان خوان وسان لويس، يطلق عليها «يربيادو». في كورينتس وتوكومان يطلق عليه المغلية ، كذلك هو الحال بالنسبة لجمهورية أوروغواي الشرقية، حيث أن استخدامه متكرر فيها.

## خصائص
- أنه يحتوي على مركبات أخرى، الكافيين وهي مادة لها خصائص محفزة.[1] وفقًا لتقارير.
- أنه يحتوي على كميات كبيرة من البوتاسيوم والحديد والفوسفور والصوديوم والمغنيسيوم. كما أنه يحتوي على العديد من المواد المضادة للأكسدة والفيتامينات (A ، B1 ، B2 ، C و K) والكاروتينات.[2] وفقًا لتقرير مديرية الغذاء الوطنية [3] التابعة لوزارة التنمية الريفية في جمهورية الأرجنتين.

## الإعداد

### طرق التحضير

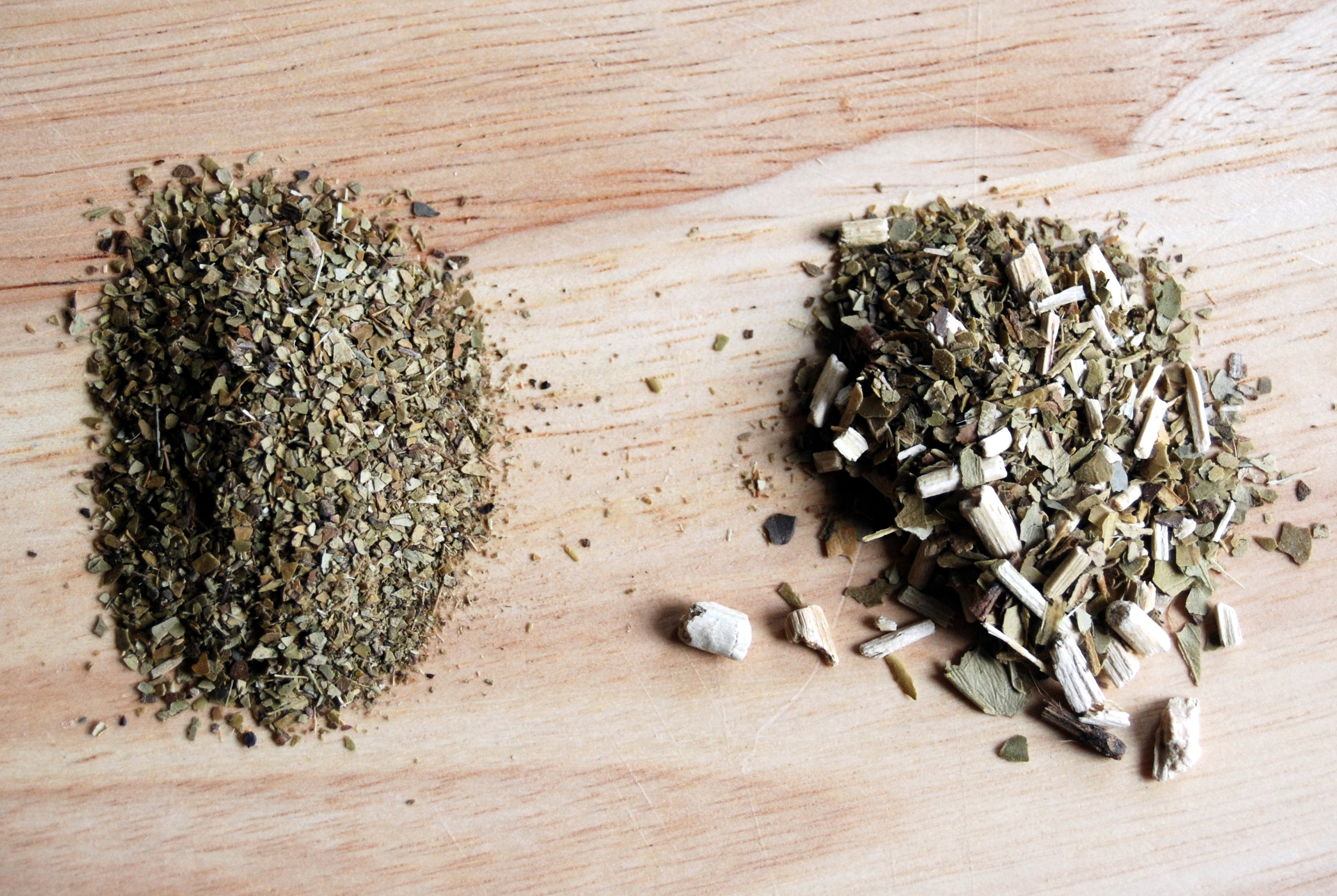
البهيشة الباراغوانية الأرضية ،مطحونة (اليسار.). ، ومع الغصون (يمين.).

- تحضر المتة المطبوخة من «متة البهيشة الباراغوانية المطحونة». يتم ذلك عن طريق وضع ملعقة كبيرة مملوءة ببهسشة لكل 250 مل من الماء، ووفقًا لتفضيل المستهلك، يمكن إضافة البهيشة قبل غليان الماء أو بعد غليانه وفي كلتا الحالتين يجب السماح له بأن يبقى لبضع دقائق، قبل شربه.
- في حالة توفر "yerba mate en saquitos" (البهيشة الباراغوانية) (عرض تجاري: أكياس أو أكياس من 2 أو 3 غرامات، في عبوات من 25، 50، 100 وحدة، إلخ)). يتم التحضير عن طريق سكب الماء الساخن على كيس يوضع داخل كوب، مثل الشاي.
- إذا لم تكن الأكياس متوفرة، تضاف الكمية المطلوبة من البهيشة بكميات كبيرة.
- صنعت المتة المغلية حاليًا في صورة تجارية على شكل "Instant Soluble Mate". يتم تبسيط الإعداد عن طريق سكب ملعقة صغيرة من في كوب من الماء الساخن، تمامًا مثل القهوة الفورية.[4][5]

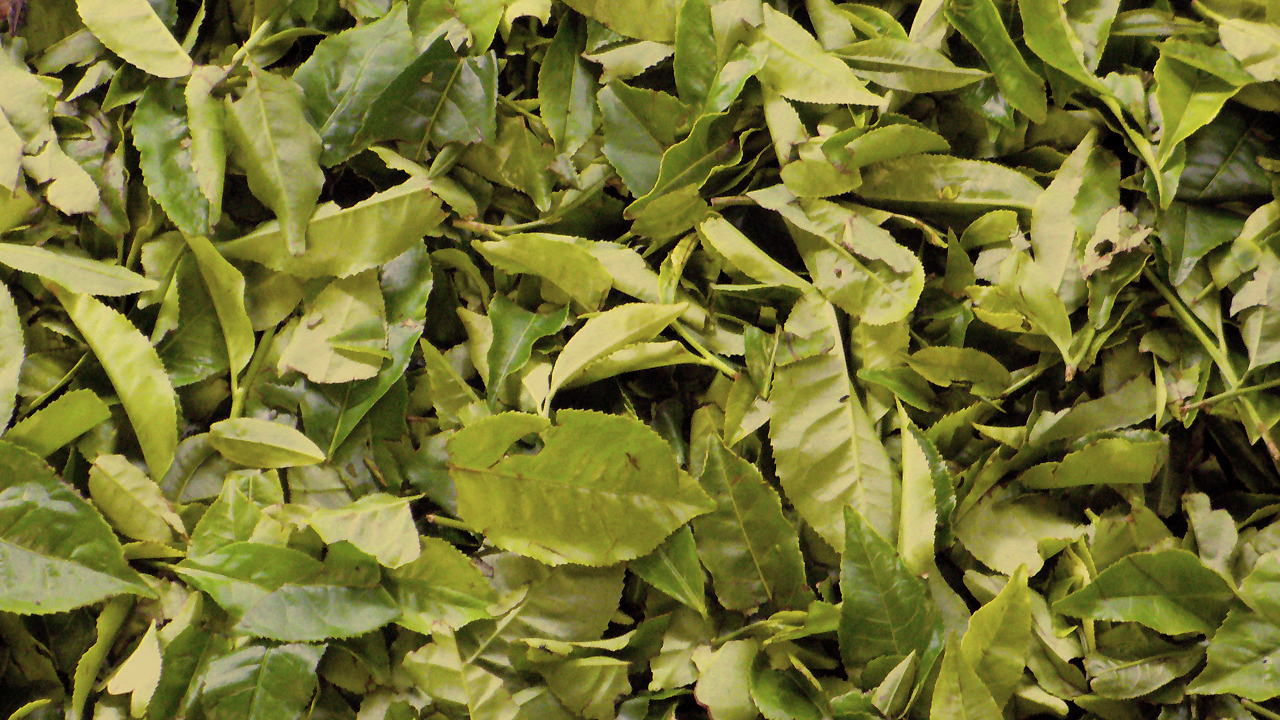
أوراق نبات بهيشة باراغوانية.

<

#### طريقة أخرة
هناك نسخة من المتة المغلية النموذجية في جميع أنحاء إقليم جمهورية باراجواي تدعى «المغلية المغلية» أو «المغلية السوداء»، مع وصفة من الإعداد التقليدي الذي يوفر نكهة فريدة من نوعها. يحضر من خلال غلي الماء في وعاء. في غضون ذلك؛ توضع البهيشة والسكر على طبق أو وعاء. ثم يسكب عليها فحمًا. يسكب هذا المستحضر في الماء المغلي. بعد ذلك يتم التقديم في كوب باستخدام مصفاة أو غربال. ومن الشائع جدا أن يكون ذلك مع قليل من الحليب والأشياء الأخرى التقليدية مثل البسكويت أو جوز الهند. أيضا في شمال شرق الأرجنتين، وأكثر من ذلك في المناطق الريفية والقروية، تدعى في هذه «المتة المغلية المحترقة». في هذا الشكل، يجب أيضًا تحميص أو «حرق» العشب مع إضافة القليل من السكر في الوعاء، كل هذا قبل إضافة الماء الساخن. يمكن أن يتم «تحميص» أو «حرق» المتة والكراميل من السكر مباشرة باستخدام الفحم الساخن. والنتيجة هي نكهة المتة المحمصة المحلاة بـ «حلوى السكر».

### طرائق الإعداد
يوصي بعض المتخصصين أن تصل درجة حرارة الماء المغلي إلى 89 ° C (تجنب الغليان) لأنه، كما يقولون، كما هو الحال مع «المتة»، في درجة الحرارة هذه، يتم الحفاظ على نكهة البهيشة الباراغوانية دون تعديله بواسطة درجة الحرارة. يفضل بعض الناس أن تضاف المياه الباردة للماء المغلي بعد الانتهاء من الغليان من أجل الوصول لدرجة الحرارة المثالية درجة مئوية الموصى بها من قبل المتخصصين.

## الاستهلاك
- في باراجواي وجزء من شمال شرق الأرجنتين، يتم استهلاكها بشكل تقليدي في شكل «مغلية» (خاصة في المناطق الريفية)، وهي محضرة بالسكر.
- طريقة أخرى هي أن تستهلكها باردة، وخاصة في فصل الصيف.
- يعد هذا المشروب مرتفع الاستهلاك المحلي، لأنه منخفض التكلفة وله قيم غذائية عالية.
- تعد بعض المدارس العامة في باراجواي والأرجنتين المتة المغلية مع وجبة إفطار مع الخبز، كتقليد منذ أوائل القرن التاسع عشر.
- يمكن تحضير المشروب مع الحليب.
- في أوروغواي ، تغيرت هذه العادة ولم يأت السوق حتى الآن بالمتة في الأكياس مجددا.